# 도고 가즈히코
도고 가즈히코(일본어: 東郷 和彦 토고 카즈히코[*], 1945년 1월 10일 ~ )는 일본의 전 외교관이다. 태평양전쟁 중 외무상을 지낸 한국계 일본인 도고 시게노리(본명 박무덕)의 손자이다.

## 같이 보기
- 스즈키 무네오